# Marilyn Silverstone
Marilyn Rita Silverstone (Londra, 9 marzo 1929 – Katmandu, 28 settembre 1999) è stata una fotoreporter e suora buddista inglese.

## Gioventù
La figlia maggiore di Murray e Dorothy Littman Silverstone nacque a Londra. Suo padre, figlio di immigrati polacchi in America, divenne amministratore delegato e presidente, internazionale, rispettivamente, di United Artists e 20th-Century Fox, lavorò con Charlie Chaplin ed altre stelle del cinema di prima grandezza a Londra. La famiglia tornò in America poco prima dello scoppio della seconda guerra mondiale in Europa.
Silverstone crebbe a Scarsdale, New York . Dopo essersi laureata al Wellesley College, divenne redattrice associata per Art News, Industrial Design e Interiors nei primi anni '50. Si trasferì in Italia per girare film e documentari. Anche la madre, dopo la morte del marito, nel 1969, tornò a studiare, conseguendo la laurea alla Fordham University nel 1984.

## Fotoreporter
Silverstone divenne fotoreporter nel 1955, viaggiando e catturando la gamma di immagini che la sua visione la portò a trovare in Europa, Africa e Medio Oriente.
Nel 1956, andò in India con l'incarico di fotografare Ravi Shankar. Ritornò nel subcontinente nel 1959; quello che doveva essere un breve viaggio divenne l'inizio di un fascino per l'India che durò per il resto della sua vita. Le sue fotografie dell'arrivo in India del Dalai Lama, che stava fuggendo dall'invasione cinese del Tibet, divennero protagoniste di Life.
In quel periodo, conobbe e si innamorò del giornalista Frank Moraes. Moraes era il redattore di The Indian Express. La coppia visse insieme a Nuova Delhi fino al 1973, socializzando con politici, giornalisti, intellettuali e diplomatici. Alcuni editoriali di Moraes avevano guadagnato l'ira del Primo Ministro Indira Gandhi e la situazione si deteriorò al punto che il ritorno a Londra fu la soluzione migliore.
Nel corso degli anni, la reputazione della Silverstone come fotografo crebbe. Nel 1967, entrò a far parte della Magnum Photos, in cui era una delle sole cinque donne. Il lavoro della Silverstone per Magnum includeva la fotografia di soggetti che andavano da Albert Schweitzer all'incoronazione dello Scià dell'Iran.
Al momento della morte della Silverstone, la preparazione di una mostra alla Scottish National Portrait Gallery con le sue opere e quella di altri fotografi Magnum era quasi completata. L'Università di St Andrews ospitò un seminario in concomitanza con questa mostra, e poiché Silverstone era morta da poco, il seminario divenne un'opportunità per i suoi coetanei per celebrare la sua vita e carriera.

## Suora buddista
Si diceva che la conversione della Silverstone in suora buddista fosse iniziata quando era un'adolescente che soffriva di parotite. In seguito spiegò che durante questa malattia infantile convenzionale, lesse Segreto Tibet di Fosco Maraini dicendo che il libro le fornì una chiave che portò a lungo nel suo subconscio.
Alla fine degli anni '60, la Silverstone aveva lavorato a un incarico fotografico su un lama buddista tibetano nel Sikkim di nome Khanpo Rinpoche e, quando il lama arrivò a Londra per delle cure mediche negli anni '70, Rinpoche rimase con la coppia. A questo punto, Silverstone decise di imparare il tibetano per studiare il buddismo con lui. Dopo la morte di Moraes nel 1974, Silverstone decise di unirsi all'entourage di un altro famoso lama, Khentse Rinpoche, che lasciò Londra per un remoto monastero in Nepal.
Nel 1977, prese i voti come suora buddista. Il suo nome buddista era Bhikshuni Ngawang Chödrön, o Ani Marilyn per i suoi amici più cari. Nella sua nuova vita a Kathmandu, studiò i costumi in via di estinzione del Rajasthan e dei regni himalayani.
Nel 1999, Ngawang Chödrön tornò negli Stati Uniti per curare un cancro che scoprì essere in fase terminale. Era chiaro che voleva morire in Nepal, la sua casa negli ultimi 25 anni. Tuttavia, nessuna compagnia aerea avrebbe trasportato un passeggero nelle sue fragili condizioni. Risolse l'impasse convincendo un medico in vacanza ad accompagnarla al ritorno a Kathmandu.
Il viaggio fu pieno di difficoltà. Durante il viaggio fu a malapena cosciente e fu necessaria una sosta a Vienna. Morì nel 1999 in un monastero buddista vicino a Katmandu dove aveva lavorato per stabilirsi e mantenersi. Su di lei, disse "Posso dire di aver fatto tutto".

## Opere selezionate

### Libri di Silverstone
- Gurkhas And Ghosts: la storia di un ragazzo in Nepal . Londra: Methuen Publishing, 1964. [ristampato da Criterion Books, New York, 1970. ISBN 0-316-92875-5 . ]
- Bala: Child of India . New York: Hastings House, 1968. ISBN 0-8038-0670-1
- Ocean of Life: Visions of India and the Himalayan Kingdoms . New York: Aperture Foundation, 1985. ISBN 0-89381-195-5

### Libri con contributi di Silverstone
- Miller, Luree. (1987). The Black Hat Dances: Two Buddhist Boys in the Himalayas (fotografia di Marilyn Silverstone). New York: Dodd, Mead and Company . ISBN 0-396-08835-X